# Домбек, Карола
Карола Домбек (нем. Carola Dombeck, род. 25 июня 1960, Мерзебург, Галле, ГДР) — восточногерманская спортивная гимнастка. Двукратная медалистка Олимпийских игр 1976 года в Монреале (бронза со сборной ГДР в командном первенстве и серебро в опорном прыжке).

## Биография
Воспитанница клуба SC Chemie Halle.
В 1975 году на молодежном чемпионате ГДР завоевала три золотых медали — в многоборье, на брусьях и в опорном прыжке.
В 1976 году уже на взрослом чемпионате ГДР завоевала золото в опорном прыжке и по итогам была включена в состав  сборной на Олимпийские игры в Монреале.
На Олимпийских играх 1976 года вместе со сборной ГДР завоевала командную бронзу, одновременно квалифицировашись в один из финалов в отдельных видах — в своей коронной дисциплине опорном прыжке. (По личной сумме из-за неудачного выступления на бревне стала лишь 33-й, поэтому в состязания в личном многоборье не пробилась.) Финал в опорном прыжке подытожила сальто вперёд согнувшись и разделила серебро с советской гимнасткой Людмилой Турищевой; золото же досталось Нелли Ким.
В сентябре того же 1976 года была награждена орденом «За заслуги перед Отечеством» в бронзе (3-й степени).
Закончила лейпцигскую Немецкую высшую школу физической культуры (нем. Deutsche Hochschule für Körperkultur) по специальности учитель физкультуры. Потом работала в Галле в Институте педагогического образования имени Н. К. Крупской.